# Барнс, Присцилла
Присцилла Барнс (англ. Priscilla Barnes, род. 7 декабря 1954) — американская актриса, наиболее известная благодаря роли Терри Олден в ситкоме «Трое — это компания» (1981—1984).

## Биография
В 1981—1984 годах Барнс исполняла роль Терри Олден в комедийном телесериале «Трое — это компания», она заменила Сьюзан Сомерс в трёх последних сезонах. На большом экране она появилась в почти пятидесяти лентах, но в основном известна по ролям второго плана в фильмах «Воскресные любовники», «Лицензия на убийство», «Лоботрясы» и «Изгнанные дьяволом».
Когда завершился ситком «Трое — это компания», карьера Барнс складывалась без особых успехов, и она была частым гостем на телевидении, в таких сериалах как «Лодка любви», «Она написала убийство», «Отель» и других. Начиная с 1990-х годов она в основном снималась в независимых и издаваемых сразу на видео фильмах, таких как «Отчим 3». В 2014—2015 годах Барнс исполняла второстепенную роль злобной матери Магды комедийном сериале «Девственница Джейн».

## Избранная фильмография
| Год       |    | Русское название              | Оригинальное название              | Роль                         |
| --------- | -- | ----------------------------- | ---------------------------------- | ---------------------------- |
| 1975      | с  | Коломбо                       | Columbo                            | медсестра                    |
| 1977      | с  | Досье детектива Рокфорда      | The Rockford Files                 | Лорен Ингеборг               |
| 1978      | с  | Старски и Хатч                | Starsky and Hutch                  | Лиза Кендрик                 |
| 1978      | с  | Коджак                        | Kojak                              | Салли Эддисон / Вики Эддисон |
| 1978—1985 | с  | Лодка любви                   | The Love Boat                      | разные персонажи             |
| 1980      | с  | Такси                         | Taxi                               | Тоуни                        |
| 1980      | ф  | Воскресные любовники          | Les seducteurs                     | Донна                        |
| 1981—1984 | с  | Трое — это компания           | Three’s Company                    | Терри Олден                  |
| 1984—1987 | с  | Отель                         | Hotel                              | Донна Шепард / Элейн Грейсон |
| 1985      | с  | Она написала убийство         | urder, She Wrote                   | Вики Галлегос                |
| 1989      | ф  | Повелители глубин             | Lords of the Deep                  | Клэр                         |
| 1989      | ф  | Лицензия на убийство          | Licence to Kill                    | Делла Черчилль               |
| 1992      | тф | Отчим 3                       | Stepfather III                     | Кристин Дэвис                |
| 1994      | с  | Следы во времени              | Time Trax                          | Вероника Баркли              |
| 1994      | тф | Агрессивные дамочки           | Attack of the 5 Ft. 2 Women        | Кристал                      |
| 1994      | ф  | Волшебное приключение Эвы     | Ava’s Magical Adventure            | Сара                         |
| 1995      | ф  | Постовой на перекрёстке       | The Crossing Guard                 | Верна                        |
| 1995      | ф  | Лоботрясы                     | Mallrats                           | Иванна                       |
| 2000      | с  | Человек-невидимка             | The Invisible Man                  | Лиз Морган                   |
| 2001      | с  | Теперь в любой день           | Any Day Now                        | н/д                          |
| 2002      | с  | Для людей                     | For the People                     | Патриша Франклин             |
| 2002      | с  | Шпионки                       | She Spies                          | надзиратель Ступ             |
| 2005      | ф  | Изгнанные дьяволом            | The Devil’s Rejects                | Глория Салливан              |
| 2006      | ф  | Три ключа                     | Three                              | Балинда Парсон               |
| 2007      | в  | Эд Гейн: Мясник из Плэйнфилда | Ed Gein: The Butcher of Plainfield | Вера Мейсон                  |
| 2014—2019 | с  | Девственница Джейн            | Jane the Virgin                    | Магда                        |
| 2015      | с  | Морская полиция: Спецотдел    | NCIS                               | миссис Скейбл                |